# Keirrison de Souza Carneiro
Keirrison de Souza Carneiro (Dourados, Brazil, 3. prosinca 1988.), poznatiji kao Keirrison je brazilski nogometni napadač, koji trenutačno igra za tajski Buriram United.
U travnju 2008, Keirrison i njegov otac kupili su jedan nogometni klub iz Campo Grandea, država Mato Grosso do Sul, kojeg su preimenovali u Centro de Futebol Keirrison, skraćeno CFK9. U Barcelonu je prešao 2009. iz Palmeirasa.

## Trofeji
- Brazilska Série B: 2007.
- Paraná: 2008.

## Vanjske poveznice
- (engl.) sambafoot  Arhivirana inačica izvorne stranice od 26. kolovoza 2008. (Wayback Machine)
- (port.) CBF  Arhivirana inačica izvorne stranice od 23. siječnja 2009. (Wayback Machine)
- (port.) zerozero.pt